# Бучинская икона Божией Матери

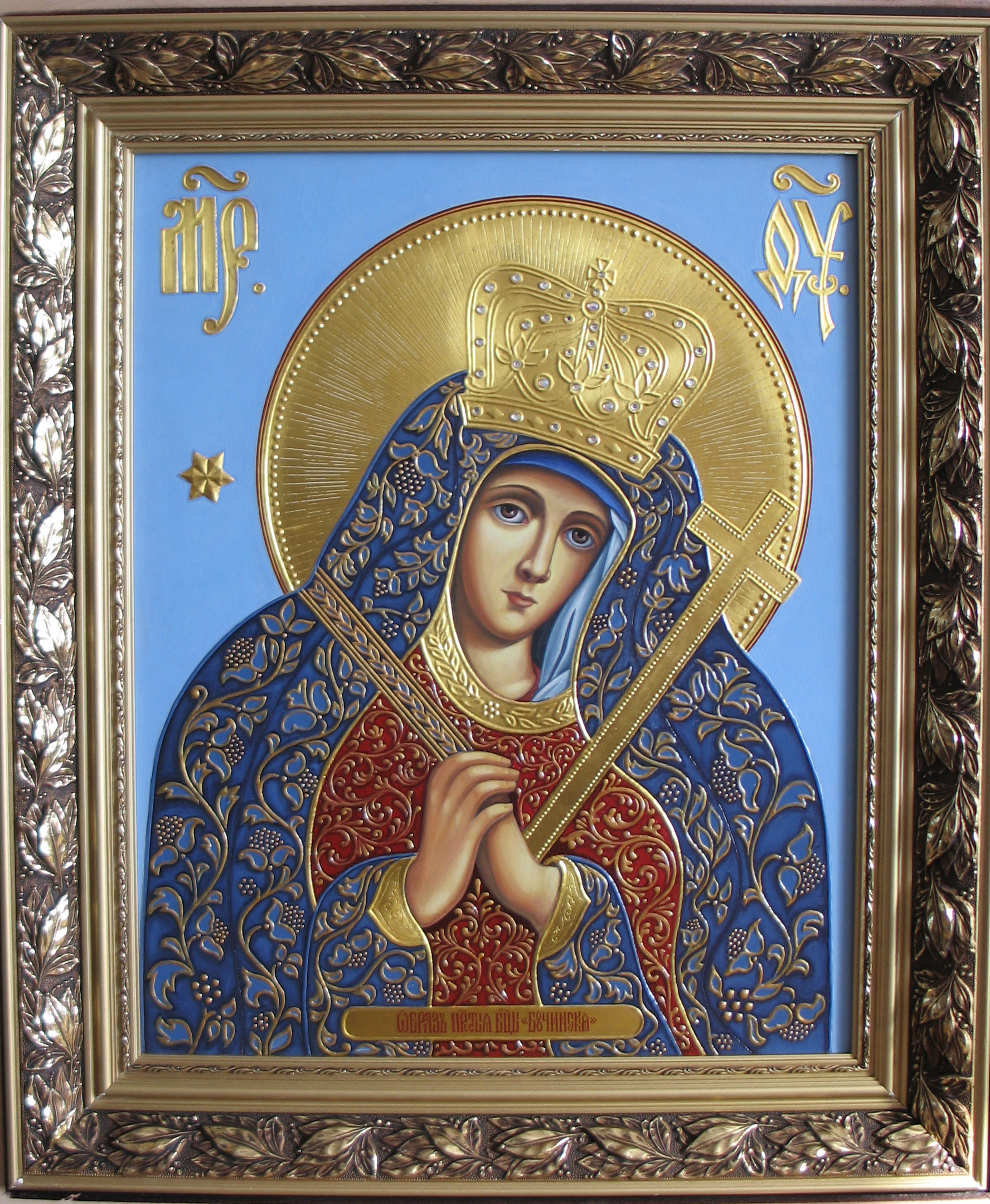
Список Бучинской Икони Божией Матери, исполненный в византийском стиле. 2006 год

Бу́чинская ико́на Бо́жией Ма́тери — икона, явленная в XVIII веке и чтимая как чудотворная православными христианами Волынского, Ровенского (Украина) и Пинского (Беларусь) Полесья.
Икона находится в Свято-Николаевской церкви села Бучин Волынской области на Украине.
Ежегодно 22 мая совершается 15-километровый крестный ход к Бучинской иконе Божией Матери из села Зарудчи Любешовского района.
На иконе Богородица изображена со сложенными в молитве руками и проникновенным взглядом. В основу иконы положена картина итальянского художника Джованни Батиста Сальви «Скорбящая Мадонна» (1640 год), хранящаяся в галерее Уффици (Флоренция).
Размеры Бучинской иконы Богородицы — 65×80 см.
Настоятелем храма в селе Кухотская Воля Ровненской области Иваном Парыпой создана и записана в исполнении мужского и женского церковных хоров песня «Бучинське Диво». На эту песню создан видеоклип. Об иконе снят документальный фильм.

Памятный знак Бучинской иконе
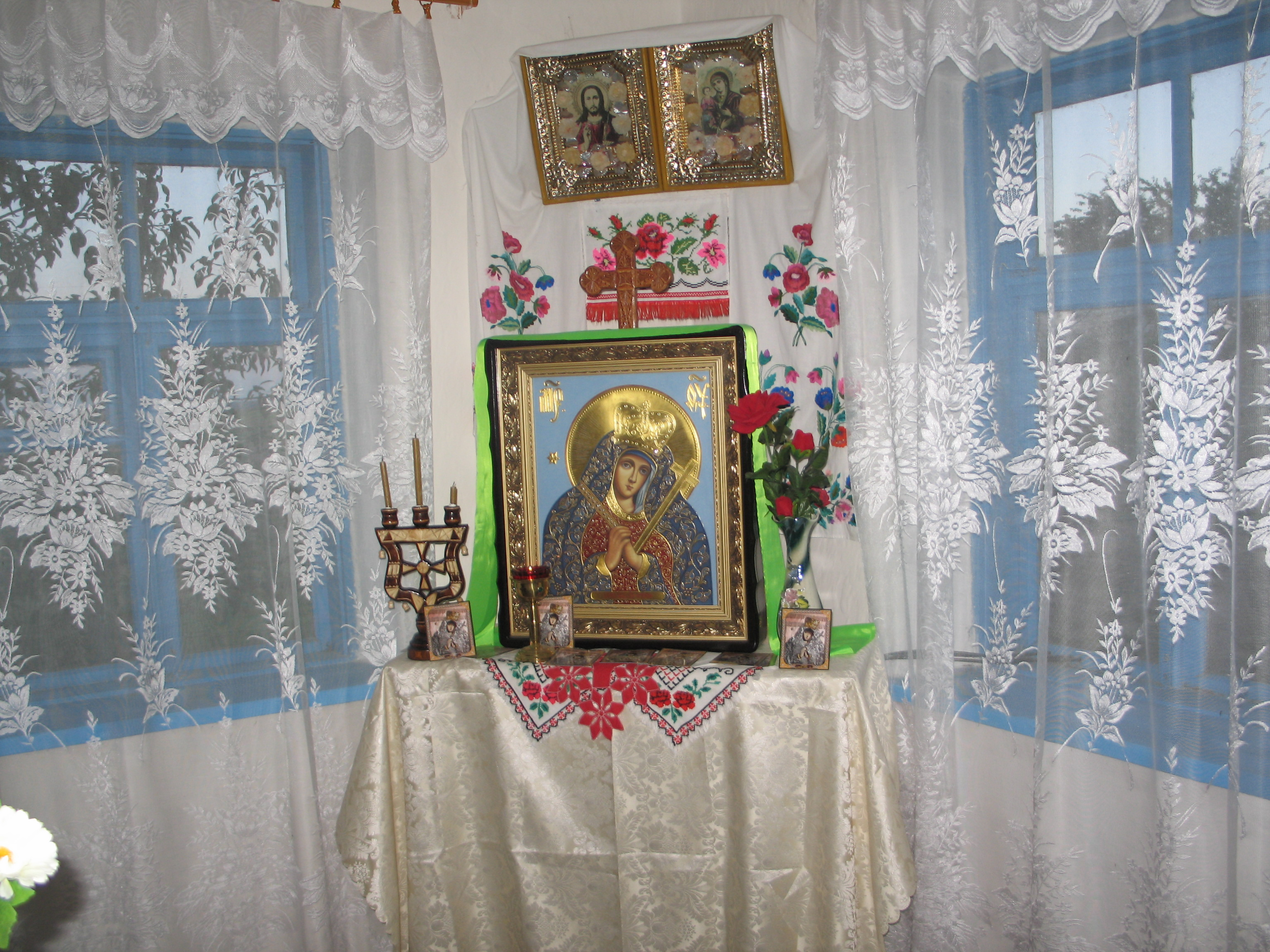
Список с Бучинской иконы
Иконка для печати